# Psychotria quadrangulata
Psychotria quadrangulata är en måreväxtart som beskrevs av John Duncan Dwyer. Psychotria quadrangulata ingår i släktet Psychotria och familjen måreväxter. Inga underarter finns listade i Catalogue of Life.